# Grenztruppen Russlands

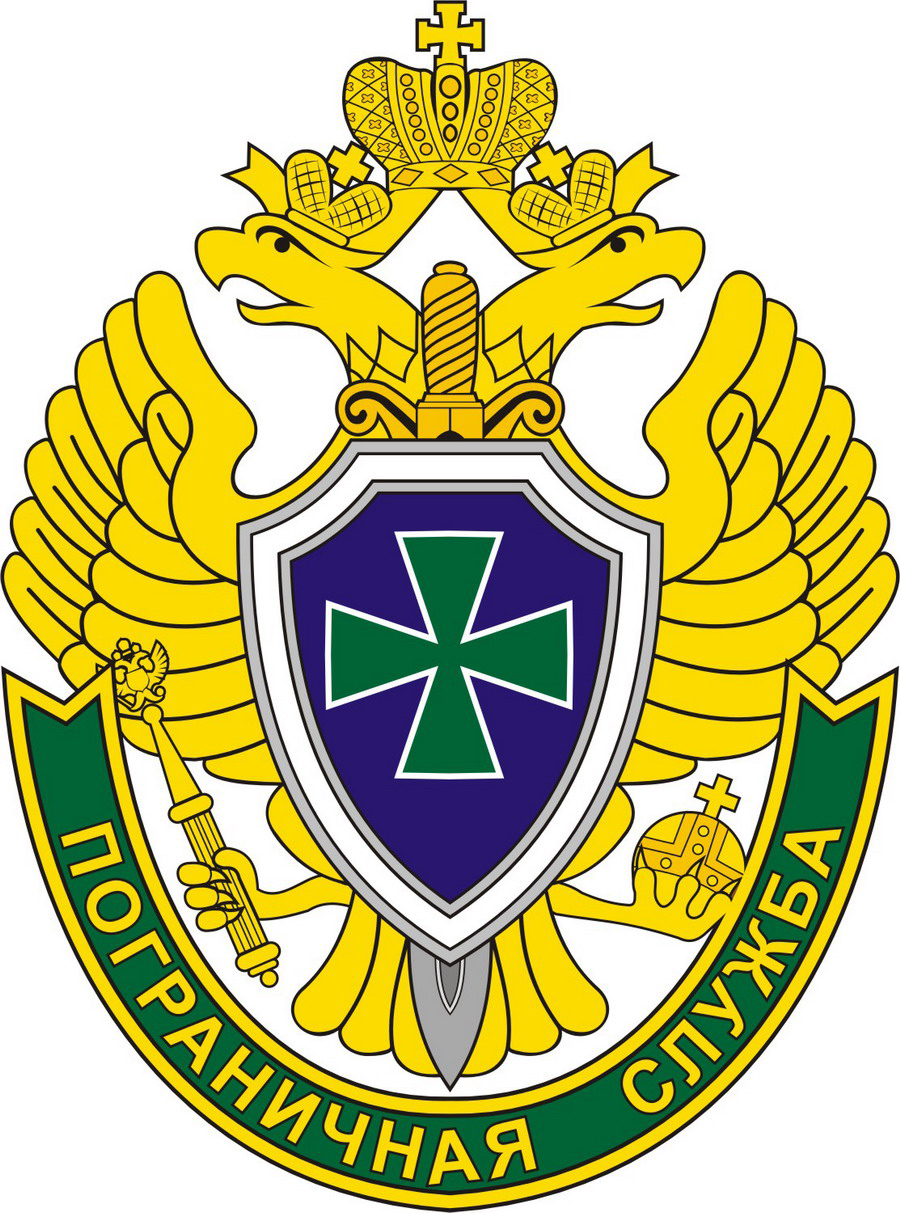
Emblem der Grenztruppen

Die Grenztruppen Russlands (russisch Пограничная служба ФСБ России Pogranitschnaja sluschba FSB Rossii) sind die für den Grenzschutz der Russischen Föderation verantwortlichen bewaffneten Kräfte.
Sie gehören nicht zu den Streitkräften Russlands, werden jedoch zur Erfüllung besonderer Aufgaben im Bereich der Landesverteidigung eingesetzt. Die russische Küstenwache ist Teil der Grenztruppen. Die Grenztruppen unterstehen dem Inlandsgeheimdienst FSB und wurden von 2003 bis 2013 von Wladimir Pronitschew (seit 2005 Armeegeneral) geführt. Sein Nachfolger ist Wladimir Kulischow, ebenfalls im Dienstgrad eines Armeegenerals.